# Yengisar
Yengisar, antigamente conhecida como Yangi Hissar ou Yangihissar, é uma cidade localizada no sudoeste de Sinquião, no oeste da Bacia do Tarim e ao norte da Cordilheira Kunlun, em uma das variantes terrestres da Rota da Seda. A cidade é famosa por sua produção artesanal de facas. No censo de 2002 a população da região de Yengisar foi estimada em 230.000.  .

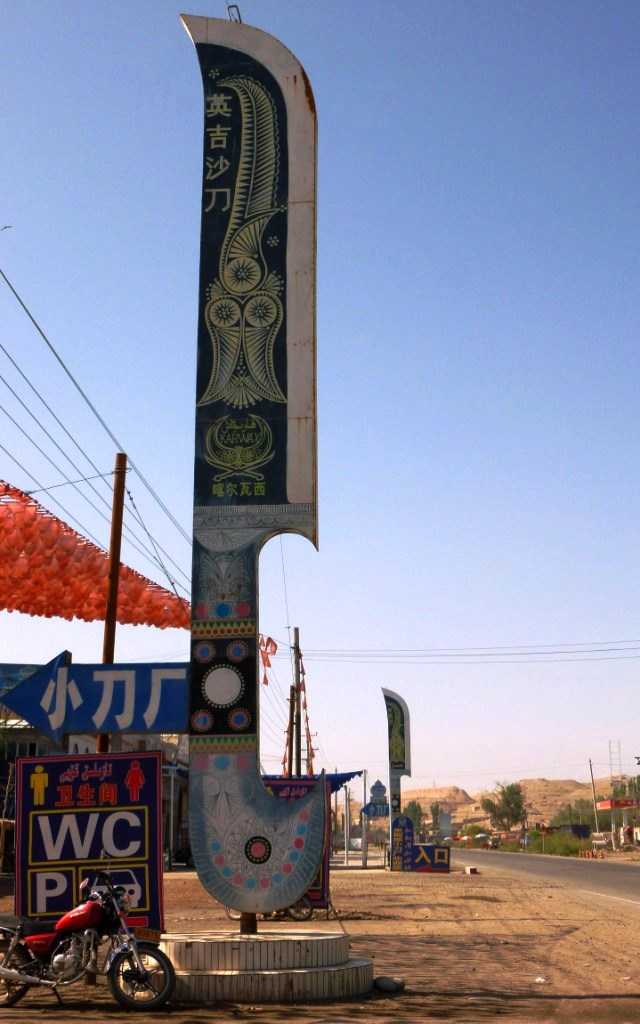
Comércio de facas em Yengisar.

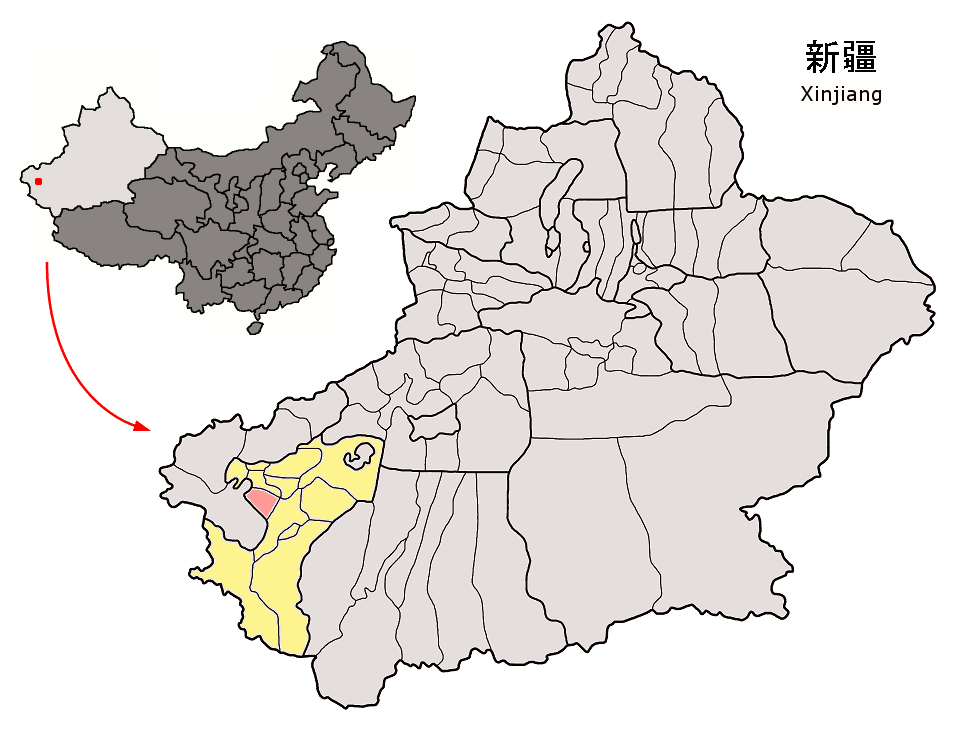
Localização de Yengisar em Sinquião (China).